# Pompeia de civitate
La lex Pompeia de civitate va ser una antiga llei romana que va fer aprovar el cònsol Gneu Pompeu Estrabó l'any 89 aC.
Per aquesta llei es concedia la ciutadania romana als lígurs, als gals de la Cispadana i als vènets, i la ciutadania llatina als gals de la Transpadana. El seu nom alternatiu era lex Pompeia de jure coloniarum.